# 1148

## Догађаји

### Јануар
- 6. јануар — Војска Иконијског султаната је поразила крсташе у бици на планини Кадмус.

### Јул
- 29. јул — Опсада Дамаска је окончана тешким поразом крсташа и водила је до прекида Другог крсташког рата.

## Смрти
- Алфонс Жордан

- Вилијам II од Невера

- Манојло Анема

- Онисифор Печерски